# Listă de companii din Finlanda
Aceasta este o listă de companii din Finlanda.
- Ahlstrom, hârtie
- Artek, mobilier
- Consolis, prefabricate
- Elcoteq, electronice
- Ferratum, telefoane mobile
- Finnair, companie de aviație
- Fortum, energie
- Gesellius, Lindgren și Saarinen, arhitectură
- Hesburger, mâncare
- Iittala, design finlandez
- Kone, lifturi
- M-Real, hârtie
- Metso, inginerie și hârtie
- Myllykoski, hârtie
- Nokia, telefoane mobile
- Nordea, finanțe
- Patria, aparatură militară
- Pohjola
- Rautakirja
- Rautaruukki
- Salora
- Sampo
- SanomaWSOY, cărți și reviste
- Silja Line, croaziere
- Stora Enso, hârtie
- Tako, producerea de hârtie și carton, parte a concernului M-Real
- Telia Sonera, telecomunicații
- Tieto Enator, consulting
- Tikkurila (companie), lacuri și vopsele
- UPM-Kymmene, hârtie
- Vaisala, sisteme de măsurare electronică
- Valmet, prelucrarea metalului, naval
- Viking Line, croaziere
- VR Group, căi ferate
- YLE

Dezvoltatori de jocuri video
- Alternative Games
- Bugbear Entertainment
- Colossal Order
- Dreamloop Games
- Fingersoft
- Frozenbyte
- Housemarque
- Remedy Entertainment
- Rovio Entertainment
- Small Giant Games
- Sulake
- Supercell
- TicBits
- Yousician